# 동옥저
동옥저(東沃沮)는 개마산 동쪽에 있었던 한국의 옛 나라이다. 서기 57년에 고구려에 흡수되었다.
《후한서》에는 다음과 같이 기록되어 있다.

동옥저는 고구려 개마대산 동쪽에 있다. [주: 개마는 현의 이름으로 현도군에 속한다. 그 성은 평양성 서쪽에 있다. 평양은 즉 왕검성이다.] 동쪽으로 바다에 임한다. 북쪽으로 읍루, 부여가 있고 남으로 예맥에 접하고 그 땅은 동서가 좁고 남북은 길다. 가히 천리이다. 흙은 비옥하고 좋으며 산을 등지고 바다를 향하고 오곡이 마땅히 잘되며 밭농사에 좋다. 읍락에는 우두머리가 있다. 인성이 곧고 강직하고 용맹스러워 창을 가지고 보병전을 한다. 언어, 음식, 거처, 의복은 고구려와 닮았다. 장사는 큰 목곽을 만드는데, 길이가 십여장이나 되고 한쪽에 개구부를 만든다. 새로 죽은 자는 이를 임시로 묻었다가, 피부와 살이 썩어지면 이에 뼈만을 취하여 넣는다. 가족이 모두 이에 들어간다. 나무에 '生'자를 새기어 죽은 자의 수를 헤아렸다.

기원전 5년, 동옥저 사신이 신라에 가서 좋은 말 20필을 바치면서 말하기를 “저희 임금이 남한(南韓)에 성인이 났다는 소문을 듣고 신을 보내 말을 바치게 하였습니다.”라 하였다.
《삼국사기》 고구려본기 태조대왕조에 따르면 고구려는 "4년(서기 57년) 가을 7월에 동옥저를 정벌하고 그 땅을 빼앗아 성읍을 만들고 동쪽 경계를 개척하여 바다에 이르고 남쪽으로는 살수에 이르렀다"고 기록되어 있다.

## 같이 보기
- 옥저(沃沮)
- 북옥저(北沃沮)
- 부여(夫餘)
- 고구려(高句麗)